# Szelokutyi
Szelokutyi (macedónul: Селокуќи, albánul Sellokuqa) település Észak-Macedóniában, a Délnyugati körzet Debari járásában.

## Népesség
| Lakosok száma | 413  | 426  | 497  | 593  | 535  | 41   | 608  | 104  | 16   |
|               | 1948 | 1953 | 1961 | 1971 | 1981 | 1991 | 1994 | 2002 | 2021 |

2002-ben 104 lakosa volt, akik mindannyian albánok.